# 後此謬誤
後此謬誤（拉丁語：post hoc fallacy）或後此故因此（拉丁語：post hoc ergo propter hoc）、事後歸因謬誤，又稱巧合關係（英語：coincidental correlation），是逻辑学研究中经常遇到的认识错误。它是指这样一种不正确的推理：如果A事件先于B事件发生，A事件则是B事件的原因。
观察到事件A在事件B之前的事实，并不证明事件A是事件B的原因。兩者甚至不見得具統計相關性。认为“在此事件之后”便意味着“因为此事件”就是犯了后此谬误。

## 示例
例一

小明感冒了，他吃了一些感冒藥，然後他發燒了。所以，一定是這感冒藥讓他發燒的。

發燒可能是感冒本身造成，未必是感冒藥造成的。
例二

夏朝時，桀得到美女妺喜，之後就耽溺享樂，因此夏朝滅亡、商紂王之於妲己、周幽王之於褒姒、春秋夫差對於西施、唐玄宗之於楊貴妃，全都如出一轍。由此可見，美女是紅顏禍水，是造成國家滅亡的元凶。

這些君王可能是耽溺享樂之後才想弄到美女的，這些朝代的滅亡，可能是君王本身耽溺享樂或其他原因造成的，未必是這些美女造成的。
例三

某人誘拐未成年少女，是因為他平日喜歡看色情漫畫，還喜歡玩十八禁遊戲，可見色情動漫腐蝕青少年的品行。

可能當事人本來就有這樣的欲求，所以才去看色情漫畫和玩色情電玩以及誘拐未成年少女的。所以會去誘拐未成年少女，未必是色情動漫或色情電玩的影響。

## 外部連結
- （英文）Post Hoc Reasoning（页面存档备份，存于）
- （英文）post hoc fallacy（页面存档备份，存于）
- （英文）Post Hoc, Ergo Propter Hoc（页面存档备份，存于）
- （英文）Non Causa Pro Causa（页面存档备份，存于）
- （英文）互联网电影数据库（IMDb）上《Post Hoc, Ergo Propter Hoc》的资料（英文）